# Sobór Zmartwychwstania Pańskiego w Szui
Sobór Zmartwychwstania Pańskiego (ros. Собор Воскресения Христова в Шуе (nazwa oficjalna) lub Воскресенский собор (nazwa potoczna)) – prawosławny sobór położony w Szui przy pl. Zielonym (пл. Зелёная). Katedra eparchii szujskiej.

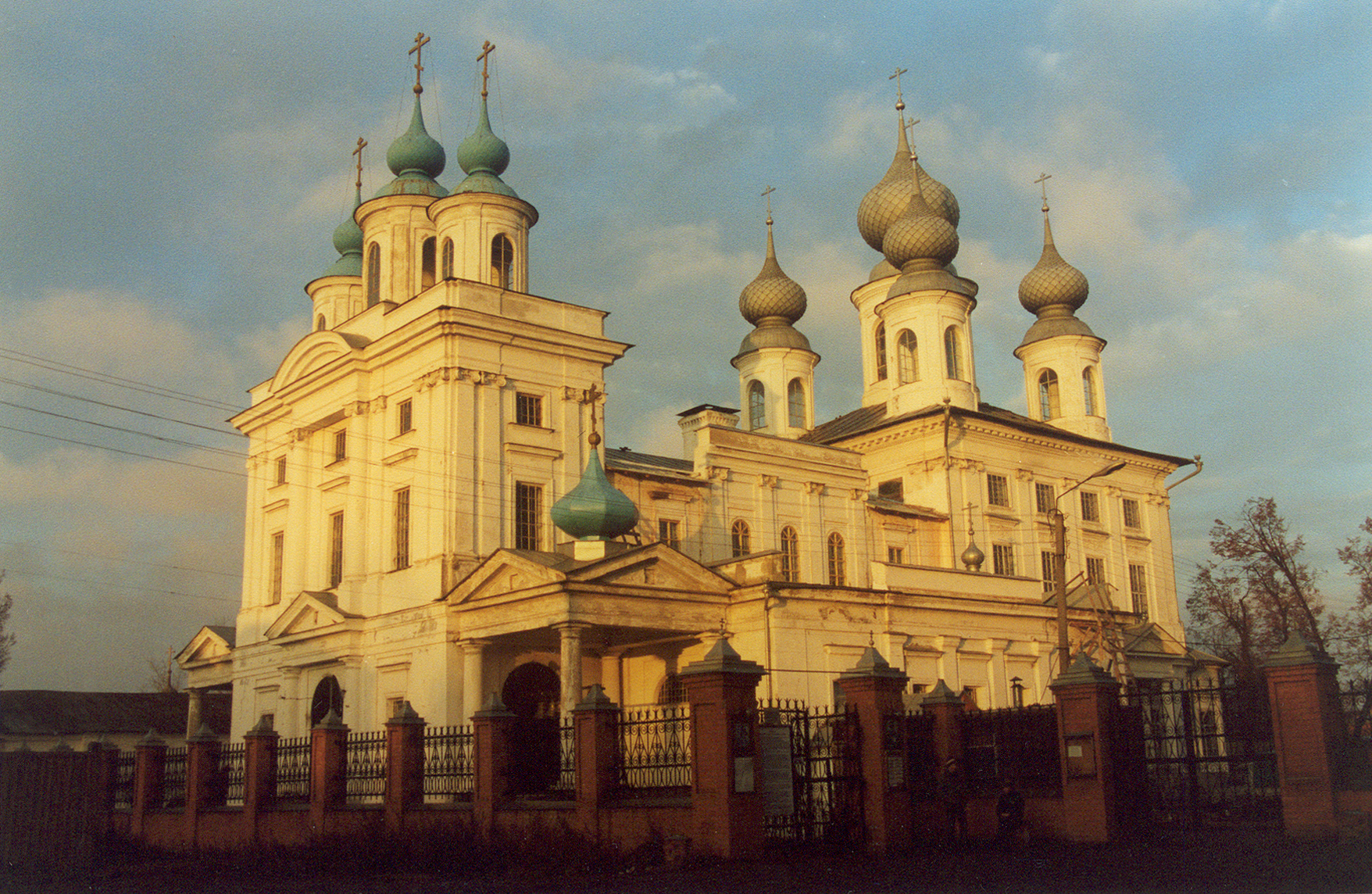

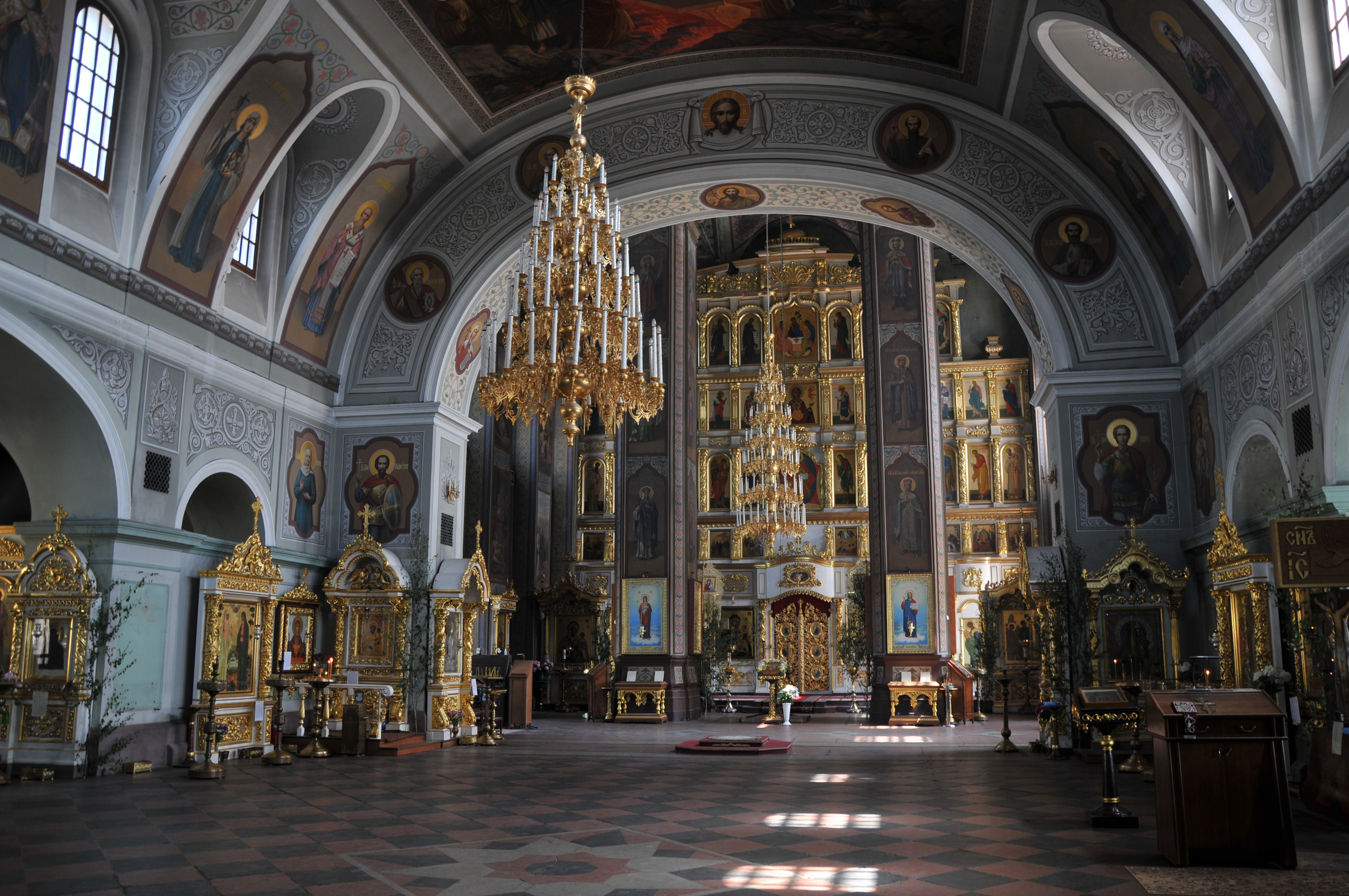
Wnętrze

Budynek soboru został zbudowany w latach 1792–1798 w stylu klasycystycznym. Wcześniej na jego miejscu stała drewniana, parafialna cerkiew Zmartwychwstania. 
Najbardziej charakterystycznym elementem architektury soboru jest jego wolnostojąca, pięciokondygnacyjna dzwonnica, zbudowana według projektu i pod nadzorem I.I. Maricellego w latach 1810–1833, wysoka na 106 m. Jest to najwyższa w Europie wolnostojąca dzwonnica.  
W dzwonnicy wisiał w przeszłości jeden z największych dzwonów Rosji; miał on wysokość 5 arszynów (ok. 3,5 m) i średnicę 4 arszyny (ok. 2,8 m) i ważył 1270 pudów (ok. 21 ton).
W 1937 sobór został zamknięty przez władze komunistyczne i przeznaczony na magazyn. Zwrócony wiernym w 1991.
Drogocennym elementem wyposażenia soboru była Szujsko-Smoleńska Ikona Matki Bożej z 1655, uznana za cudowną w 1666. Przepadła bez śladu w latach 30. XX w.